# Microhyla annamensis
Microhyla annamensis é uma espécie de anfíbio da família Microhylidae.
Pode ser encontrada nos seguintes países: Camboja, Laos, Tailândia e Vietname.
Os seus habitats naturais são: florestas subtropicais ou tropicais húmidas de baixa altitude, regiões subtropicais ou tropicais húmidas de alta altitude, pântanos e marismas intermitentes de água doce.